# 동인지문사육-권10~12
동인지문사육 권10∼12(東人之文四六 卷十~十二)은 서울특별시 서초구 반포동, 국립중앙도서관에 있는 고려시대의 목판본 책이다. 1981년 3월 18일 대한민국의 보물 제710-3호로 지정되었다.

## 개요
동인지문사육東人之文四六)은 고려시대 문인이었던 최해(崔瀣,1287∼1340)가 편집한 책이다.
그의 문집인 『졸고천백(拙藁千百)』에는 「동인문서(序)」와 「동인사륙서(序)」가 있다. 「동인문서」에 의하면 그는 우리나라 시문을 선집하여 시를「오칠」, 문을「천백」, 병려를「사륙」이라고 이름을 붙였다. 「동인사륙서」에는 「사륙」에 대해 따로 체례(體例) 문제를 서술하였다. 그러나 현재 전하는 『동인지문』에는 「오칠」, 「천백」은 거의 보이지 않고, 「사륙」만이 남아있다. 어쨌든 이 책은 신라와 고려시대의 문장을 모은 것으로 가장 오래된 서적에 속한다. 이 밖에 고려 김태현의 『동국지감(東國之監)』이 있었으나 현재 전해지지 않는다.
글자획의 이지러짐과 마멸이 보물 제710호보다 약간 덜한 편이며, 간행하여 인쇄된 시기는 제710호보다 조금 앞선 때인 것으로 보인다.

## 같이 보기
- 최해

## 참고 자료
- 동인지문사육-권10~12 - 국가유산청 국가유산포털